# گریت استریکلند
گریت استریکلند (به انگلیسی: Great Strickland) یک روستا و محله مدنی در بریتانیا است که در منطقه ادن واقع شده‌است. گریت استریکلند ۳۷۰ نفر جمعیت دارد.